# Prix Louisa-Gross-Horwitz

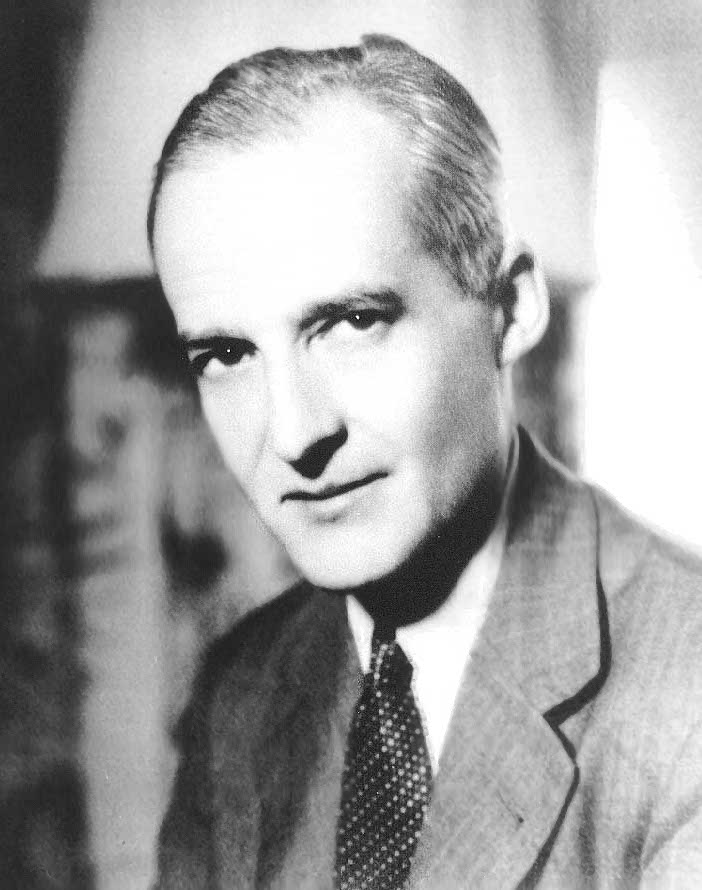
Luis F. Leloir a été le premier récipiendaire du prix Louisa-Gross-Horwitz en 1967.

Le prix Louisa-Gross-Horwitz (Louisa Gross Horwitz Prize) est un prix scientifique décerné chaque année depuis 1967 par l'université Columbia à un chercheur ou un groupe de chercheurs ayant apporté une contribution remarquable à la recherche fondamentale dans les domaines de la biologie et de la biochimie.
Il a été créé à la suite d'un legs de S. Gross Horwitz, et porte le nom de la mère de celui-ci, elle-même fille du Dr Samuel D. Gross (en), l'un des cofondateurs de l'Association médicale américaine.
Un grand nombre de lauréats de ce prix (environ la moitié) se sont ensuite vu remettre le prix Nobel (de médecine ou, un peu moins souvent, de chimie).

## Récipiendaires
| Année | Récipiendaire                      | Prix Nobel | Prix Nobel |
| Année | Récipiendaire                      | Spécialité | Année      |
| ----- | ---------------------------------- | ---------- | ---------- |
| 1967  | Luis F. Leloir                     | Chimie     | 1970       |
| 1968  | H. Gobind Khorana                  | Médecine   | 1968       |
| 1968  | Marshall Warren Nirenberg          | Médecine   | 1968       |
| 1969  | Max Delbrück                       | Médecine   | 1969       |
| 1969  | Salvador E. Luria                  | Médecine   | 1969       |
| 1970  | Albert Claude                      | Médecine   | 1974       |
| 1970  | George E. Palade                   | Médecine   | 1974       |
| 1970  | Keith R. Porter (en)               |            |            |
| 1971  | Hugh E. Huxley                     |            |            |
| 1972  | Stephen Kuffler                    |            |            |
| 1973  | Renato Dulbecco                    | Médecine   | 1975       |
| 1973  | Harry Eagle                        |            |            |
| 1973  | Theodore Puck                      |            |            |
| 1974  | Boris Ephrussi                     |            |            |
| 1975  | K. Sune D. Bergstrom               | Médecine   | 1982       |
| 1975  | Bengt Samuelsson                   | Médecine   | 1982       |
| 1976  | Seymour Benzer                     |            |            |
| 1976  | Charles Yanofsky                   |            |            |
| 1977  | Michael Heidelberger (en)          |            |            |
| 1977  | Elvin A. Kabat (en)                |            |            |
| 1977  | Henry Kunkel                       |            |            |
| 1978  | David Hubel                        | Médecine   | 1981       |
| 1978  | Torsten Wiesel                     | Médecine   | 1981       |
| 1978  | Vernon Mountcastle                 |            |            |
| 1979  | Walter Gilbert                     | Chimie     | 1980       |
| 1979  | Frederick Sanger                   | Chimie     | 1980       |
| 1980  | César Milstein                     | Médecine   | 1984       |
| 1981  | Aaron Klug                         | Chimie     | 1982       |
| 1982  | Barbara McClintock                 | Médecine   | 1983       |
| 1982  | Susumu Tonegawa                    | Médecine   | 1987       |
| 1983  | Stanley Cohen                      | Médecine   | 1986       |
| 1983  | Rita Levi-Montalcini               | Médecine   | 1986       |
| 1983  | Viktor Hamburger                   |            |            |
| 1984  | Michael S. Brown                   | Médecine   | 1985       |
| 1984  | Joseph Goldstein                   | Médecine   | 1985       |
| 1985  | Donald D. Brown                    |            |            |
| 1985  | Mark Ptashne                       |            |            |
| 1986  | Erwin Neher                        | Médecine   | 1991       |
| 1986  | Bert Sakmann                       | Médecine   | 1991       |
| 1987  | Günter Blobel                      | Médecine   | 1999       |
| 1988  | Thomas R. Cech                     | Chimie     | 1989       |
| 1988  | Philip A. Sharp                    | Médecine   | 1993       |
| 1989  | Alfred G. Gilman                   | Médecine   | 1994       |
| 1989  | Edwin G. Krebs                     | Médecine   | 1992       |
| 1990  | Stephen C. Harrison                |            |            |
| 1990  | Michael G. Rossmann                |            |            |
| 1990  | Don C. Wiley                       |            |            |
| 1991  | Richard Ernst                      | Chimie     | 1991       |
| 1991  | Kurt Wüthrich                      | Chimie     | 2002       |
| 1992  | Christiane Nüsslein-Volhard        | Médecine   | 1995       |
| 1992  | Edward B. Lewis                    | Médecine   | 1995       |
| 1993  | Nicole Le Douarin                  |            |            |
| 1993  | Donald Metcalf                     |            |            |
| 1994  | Philippa Marrack                   |            |            |
| 1994  | John Kappler                       |            |            |
| 1995  | Leland H. Hartwell                 | Médecine   | 2001       |
| 1996  | Clay M. Armstrong                  |            |            |
| 1996  | Bertil Hille                       |            |            |
| 1997  | Stanley B. Prusiner                | Médecine   | 1997       |
| 1998  | Arnold J. Levine                   |            |            |
| 1998  | Bert Vogelstein                    |            |            |
| 1999  | Pierre Chambon                     |            |            |
| 1999  | Robert Roeder                      |            |            |
| 1999  | Robert Tjian                       |            |            |
| 2000  | H. Robert Horvitz                  | Médecine   | 2002       |
| 2000  | Stanley J. Korsmeyer               |            |            |
| 2001  | Avram Hershko                      | Chimie     | 2004       |
| 2001  | Alexander Varshavsky               |            |            |
| 2002  | James E. Rothman                   | Médecine   | 2013       |
| 2002  | Randy W. Schekman                  | Médecine   | 2013       |
| 2003  | Roderick MacKinnon                 | Chimie     | 2003       |
| 2004  | Anthony R. Hunter                  |            |            |
| 2004  | Anthony Pawson                     |            |            |
| 2005  | Ada Yonath                         | Chimie     | 2009       |
| 2006  | Roger D. Kornberg                  | Chimie     | 2006       |
| 2007  | Joseph G. Gall (en)                |            |            |
| 2007  | Elizabeth H. Blackburn             | Médecine   | 2009       |
| 2007  | Carol W. Greider                   | Médecine   | 2009       |
| 2008  | F. Ulrich Hartl                    |            |            |
| 2008  | Arthur Horwich                     |            |            |
| 2008  | Rosalind Franklin (prix d'honneur) |            |            |
| 2009  | Victor Ambros                      |            |            |
| 2009  | Gary Ruvkun                        |            |            |
| 2010  | Thomas J. Kelly                    |            |            |
| 2010  | Bruce Stillman                     |            |            |
| 2011  | Jeffrey C. Hall                    | Médecine   | 2017       |
| 2011  | Michael Rosbash                    | Médecine   | 2017       |
| 2011  | Michael W. Young                   | Médecine   | 2017       |
| 2012  | Joe Lutkenhaus (en)                |            |            |
| 2012  | Richard Losick (en)                |            |            |
| 2012  | Lucy Shapiro                       |            |            |
| 2013  | May-Britt Moser                    | Médecine   | 2014       |
| 2013  | Edvard Moser                       | Médecine   | 2014       |
| 2013  | John O'Keefe                       | Médecine   | 2014       |
| 2014  | James Allison                      | Médecine   | 2018       |
| 2015  | S. Lawrence Zipursky               |            |            |
| 2016  | Howard Cedar                       |            |            |
| 2016  | Aharon Razin                       |            |            |
| 2016  | Gary Felsenfeld (de)               |            |            |
| 2017  | Jeffrey I. Gordon                  |            |            |
| 2018  | Pierre Chambon                     |            |            |
| 2018  | Ronald M. Evans                    |            |            |
| 2018  | Bert W. O'Malley (en)              |            |            |
| 2019  | Lewis C. Cantley (en)              |            |            |
| 2019  | David M. Sabatini (en)             |            |            |
| 2019  | Peter K. Vogt (en)                 |            |            |
| 2020  | Robert Fettiplace                  |            |            |
| 2020  | A. James Hudspeth (en)             |            |            |
| 2020  | Christine Petit                    |            |            |
| 2021  | Katalin Karikó                     | Médecine   | 2023       |
| 2021  | Drew Weissman                      | Médecine   | 2023       |
| 2022  | Karl Deisseroth                    |            |            |
| 2022  | Peter Hegemann                     |            |            |
| 2022  | Gero Miesenböck                    |            |            |
| 2023  | Zhijian Chen (en)                  |            |            |
| 2023  | Glen Barber (de)                   |            |            |
| 2024  | Wesley Sundquist (en)              |            |            |
| 2024  | Scott Emr                          |            |            |